# Сноубординг на зимових Олімпійських іграх 2022 — сноубордкрос (чоловіки)
Змагання зі сноубордингу в дисципліні сноубордкрос серед чоловіків на зимових Олімпійських іграх 2022 відбудуться 10 лютого 2022 року в Сніговому парку Геньтін у Чжанцзякоу.
Дворазовий чинний олімпійський чемпіон П'єр Волтьє завершив спортивну кар'єру. Володар срібної медалі Ігор-2018 Джаррід Г'юз кваліфікувався на Олімпіаду, а бронзовий медаліст Рехіно Ернандес не зміг цього зробити. Мартін Нерль очолював залік Кубка світу 2021–2022 після шести змагань зі сноубордкросу, що відбулися перед Олімпійськими іграми, а за ним розмістилися Алессандро Геммерле і Якоб Дузек. Лукас Егібар виграв Чемпіонат світу 2021 року, а Геммерле і Еліот Ґронден вибороли, відповідно, срібну та бронзову нагороди.

## Результати

### Посівний раунд
| Місце | Номер | Ім'я                | Країна                     | 1-й заїзд | 2-й заїзд | Кращий  |
| ----- | ----- | ------------------- | -------------------------- | --------- | --------- | ------- |
| 1     | 15    | Еліот Ґронден       | Канада                     | 1:16.29   | –         | 1:16.29 |
| 2     | 7     | Юліан Люфтнер       | Австрія                    | 1:17.00   | –         | 1:17.00 |
| 3     | 13    | Якоб Дузек          | Австрія                    | 1:17.05   | –         | 1:17.05 |
| 4     | 2     | Алессандро Геммерле | Австрія                    | 1:17.24   | –         | 1:17.24 |
| 5     | 11    | Мартін Нерль        | Німеччина                  | 1:17.38   | –         | 1:17.38 |
| 6     | 16    | Омар Візінтін       | Італія                     | 1:17.68   | –         | 1:17.68 |
| 7     | 8     | Гаґен Кірні         | США                        | 1:17.81   | –         | 1:17.81 |
| 8     | 4     | Кемерон Болтон      | Австралія                  | 1:17.92   | –         | 1:17.92 |
| 9     | 3     | Лоренцо Зоммаріва   | Італія                     | 1:17.98   | –         | 1:17.98 |
| 10    | 12    | Нік Баумґартнер     | США                        | 1:18.01   | –         | 1:18.01 |
| 11    | 23    | Уміто Кірхвем       | Німеччина                  | 1:18.22   | –         | 1:18.22 |
| 12    | 19    | Пауль Берґ          | Німеччина                  | 1:18.31   | –         | 1:18.31 |
| 13    | 20    | Ліам Моффатт        | Канада                     | 1:18.45   | –         | 1:18.45 |
| 14    | 9     | Лукас Пахнер        | Австрія                    | 1:18.49   | –         | 1:18.49 |
| 15    | 17    | Адам Діксон         | Австралія                  | 1:18.56   | –         | 1:18.56 |
| 16    | 6     | Марлен Сурже        | Франція                    | 1:18.64   | –         | 1:18.64 |
| 17    | 10    | Адам Ламберт        | Австралія                  | 1:19.33   | 1:17.56   | 1:17.56 |
| 18    | 25    | Джейк Веддер        | США                        | 1:18.83   | 1:17.88   | 1:17.88 |
| 19    | 18    | Томмазо Леоні       | Італія                     | 1:19.45   | 1:18.13   | 1:18.13 |
| 20    | 24    | Мік Даєрдорфф       | США                        | 1:19.66   | 1:18.64   | 1:18.64 |
| 21    | 14    | Лукас Егібар        | Іспанія                    | 1:18.73   | 1:19.93   | 1:18.73 |
| 22    | 5     | Калле Кобле         | Швейцарія                  | 1:19.39   | 1:18.94   | 1:18.94 |
| 23    | 21    | Йосікі Такахара     | Японія                     | 1:19.26   | 1:19.16   | 1:19.16 |
| 24    | 22    | Лоан Боццоло        | Франція                    | 1:19.75   | 1:19.23   | 1:19.23 |
| 25    | 30    | Данило Донських     | Олімпійський комітет Росії | 1:19.36   | 1:19.93   | 1:19.36 |
| 26    | 28    | Кевін Гілл          | Канада                     | 1:20.24   | 1:19.45   | 1:19.45 |
| 27    | 1     | Ґленн де Блуа       | Нідерланди                 | 1:20.75   | 1:19.69   | 1:19.69 |
| 28    | 29    | Джаррид Х'юз        | Австралія                  | 1:21.28   | 1:20.48   | 1:20.48 |
| 29    | 31    | Гау Найтінґейл      | Велика Британія            | 1:20.79   | 1:20.72   | 1:20.72 |
| 30    | 26    | Лео Ле Бле Жак      | Франція                    | 1:21.06   | 1:21.36   | 1:21.06 |
| 31    | 27    | Філіппо Феррарі     | Італія                     | 1:24.77   | DNF       | 1:24.77 |
| 32    | 32    | Радек Гаузер        | Чехія                      | DNS       | DNS       | DNS     |

### Раунд на вибування

#### 1/8 фіналу
| Місце | Номер | Ім'я          | Країна    | Нотатки |
| ----- | ----- | ------------- | --------- | ------- |
| 1     | 1     | Еліот Ґронден | Канада    | Q       |
| 2     | 16    | Марлен Сурже  | Франція   | Q       |
| 3     | 17    | Адам Ламберт  | Австралія |         |
|       | 32    | Радек Гаузер  | Чехія     | DNS     |

| Місце | Номер | Ім'я              | Країна                     | Нотатки |
| ----- | ----- | ----------------- | -------------------------- | ------- |
| 1     | 8     | Кемерон Болтон    | Австралія                  | Q       |
| 2     | 24    | Лоан Боццоло      | Франція                    | Q       |
| 3     | 25    | Данило Донських   | Олімпійський комітет Росії |         |
|       | 9     | Лоренцо Зоммаріва | Італія                     | DNF     |

| Місце | Номер | Ім'я         | Країна    | Нотатки |
| ----- | ----- | ------------ | --------- | ------- |
| 1     | 5     | Мартін Нерль | Німеччина | Q       |
| 2     | 21    | Лукас Егібар | Іспанія   | Q       |
| 3     | 12    | Пауль Берґ   | Німеччина |         |
| 4     | 28    | Джаррид Х'юз | Австралія |         |

| Місце | Номер | Ім'я                | Країна          | Нотатки |
| ----- | ----- | ------------------- | --------------- | ------- |
| 1     | 20    | Мік Даєрдорфф       | США             | Q       |
| 2     | 4     | Алессандро Геммерле | Австрія         | Q       |
| 3     | 13    | Ліам Моффатт        | Канада          |         |
| 4     | 29    | Гау Найтінґейл      | Велика Британія |         |

| Місце | Номер | Ім'я           | Країна  | Нотатки |
| ----- | ----- | -------------- | ------- | ------- |
| 1     | 19    | Томмазо Леоні  | Італія  | Q       |
| 2     | 30    | Лео Ле Бле Жак | Франція | Q       |
| 3     | 14    | Лукас Пахнер   | Австрія |         |
| 4     | 3     | Якоб Дузек     | Австрія |         |

| Місце | Номер | Ім'я          | Країна     | Нотатки |
| ----- | ----- | ------------- | ---------- | ------- |
| 1     | 6     | Омар Візінтін | Італія     | Q       |
| 2     | 11    | Уміто Кірхвем | Німеччина  | Q       |
| 3     | 22    | Калле Кобле   | Швейцарія  |         |
| 4     | 27    | Ґленн де Блуа | Нідерланди |         |

| Місце | Номер | Ім'я            | Країна | Нотатки |
| ----- | ----- | --------------- | ------ | ------- |
| 1     | 23    | Йосікі Такахара | Японія | Q       |
| 2     | 10    | Нік Баумґартнер | США    | Q       |
| 3     | 7     | Гаґен Кірні     | США    |         |
| 4     | 26    | Кевін Гілл      | Канада |         |

| Місце | Номер | Ім'я            | Країна    | Нотатки |
| ----- | ----- | --------------- | --------- | ------- |
| 1     | 18    | Джейк Веддер    | США       | Q       |
| 2     | 2     | Юліан Люфтнер   | Австрія   | Q       |
| 3     | 15    | Адам Діксон     | Австралія |         |
|       | 31    | Філіппо Феррарі | Італія    | DNS     |

#### Чвертьфінали
| Місце | Номер | Ім'я           | Країна    | Нотатки |
| ----- | ----- | -------------- | --------- | ------- |
| 1     | 1     | Еліот Ґронден  | Канада    | Q       |
| 2     | 16    | Марлен Сурже   | Франція   | Q       |
| 3     | 24    | Лоан Боццоло   | Франція   |         |
| 4     | 8     | Кемерон Болтон | Австралія |         |

| Місце | Номер | Ім'я                | Країна    | Нотатки |
| ----- | ----- | ------------------- | --------- | ------- |
| 1     | 4     | Алессандро Геммерле | Австрія   | Q       |
| 2     | 21    | Лукас Егібар        | Іспанія   | Q       |
|       | 20    | Мік Даєрдорфф       | США       | DNF     |
|       | 5     | Мартін Нерль        | Німеччина | DNF     |

| Місце | Номер | Ім'я           | Країна    | Нотатки |
| ----- | ----- | -------------- | --------- | ------- |
| 1     | 6     | Омар Візінтін  | Італія    | Q       |
| 2     | 19    | Томмазо Леоні  | Італія    | Q       |
| 3     | 30    | Лео Ле Бле Жак | Франція   |         |
|       | 11    | Уміто Кірхвем  | Німеччина | DNF     |

| Місце | Номер | Ім'я            | Країна  | Нотатки |
| ----- | ----- | --------------- | ------- | ------- |
| 1     | 2     | Юліан Люфтнер   | Австрія | Q       |
| 2     | 18    | Джейк Веддер    | США     | Q       |
| 3     | 10    | Нік Баумґартнер | США     |         |
|       | 23    | Йосікі Такахара | Японія  | DNF     |

#### Півфінали
| Місце | Номер | Ім'я                | Країна  | Нотатки |
| ----- | ----- | ------------------- | ------- | ------- |
| 1     | 1     | Еліот Ґронден       | Канада  | Q       |
| 2     | 4     | Алессандро Геммерле | Австрія | Q       |
| 3     | 16    | Марлен Сурже        | Франція |         |
| 4     | 21    | Лукас Егібар        | Іспанія |         |

| Місце | Номер | Ім'я          | Країна  | Нотатки |
| ----- | ----- | ------------- | ------- | ------- |
| 1     | 2     | Юліан Люфтнер | Австрія | Q       |
| 2     | 6     | Омар Візінтін | Італія  | Q       |
| 3     | 18    | Джейк Веддер  | США     |         |
| 4     | 19    | Томмазо Леоні | Італія  |         |

#### Фінали
Малий фінал
| Місце | Номер | Ім'я          | Країна  | Нотатки |
| ----- | ----- | ------------- | ------- | ------- |
| 5     | 16    | Марлен Сурже  | Франція |         |
| 6     | 18    | Джейк Веддер  | США     |         |
| 7     | 21    | Лукас Егібар  | Іспанія |         |
| 8     | 19    | Томмазо Леоні | Італія  |         |

Великий фінал
| Місце | Номер | Ім'я                | Країна  | Нотатки |
| ----- | ----- | ------------------- | ------- | ------- |
| 1     | 4     | Алессандро Геммерле | Австрія |         |
| 2     | 1     | Еліот Ґронден       | Канада  |         |
| 3     | 6     | Омар Візінтін       | Італія  |         |
| 4     | 2     | Юліан Люфтнер       | Австрія |         |